# Lajos Kutasi
Lajos Kutasi (12 oktober 1915 – 1 januari 2007) was een Hongaars handballer.
Op de Olympische Spelen van 1936 in Berlijn eindigde hij op de vierde plaats met Hongarije. Kutasi speelde drie wedstrijden.
Antal Benda · Sándor Cséfai · Ferenc Cziráki · Miklós Fodor · Lőrinc Galgóczi · János Koppány · Lajos Kutasi · Tibor Máté · Imre Páli · Ferenc Rákosi · Endre Salgó · István Serényi · Sándor Szomori · Gyula Takács · Antal Újváry · Ferenc Velkey